# عدد سحري

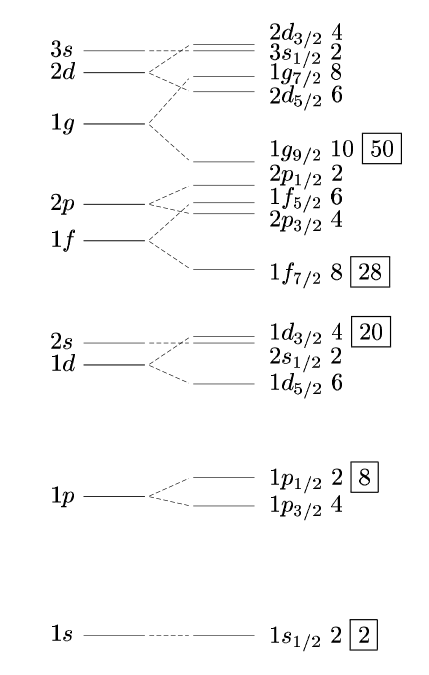

العدد السحري في الفيزياء النووية، كل عدد البروتونات أو النيوترونات في نواة ذرة مستقرة في نموذج أغلفة نووية مكتملة.
الأعداد السحرية سبعة وهي:
2, 8, 20, 28, 50, 82, 126و يرجح ان 184 يمكن ان يكون عددا سحريا.
والأنوية الذرية التي تحوي عددا سحريا من نوكليونات تتميز باستقرارها. ويختص العدد السحري 126 بعدد النيوترونات حيث أن عدد البروتونات لا يصل إلى هذا العدد. وبالنسبة للبروتونات توجد أعداد سحرية عند 114 و120 (وهذا يعتمد على النموذج المفترض) بسبب وجود أغلفة ثانوية.
إذا اعتبرنا البروتونات فإننا نجد تلك النظائر لها عدد سحري من البروتونات:
2 (الهيليوم), 8 (الأكسجين), 20 (الكالسيوم), 28 (النيكل), 50 (القصدير) und 82 (الرصاص). وتوجد تلك النظائر كثيرا في الطبيعة، وكذلك السليكون 14 ذو "استقرار سحري"، وذلك بسبب وجود غلاف ثانوي مكتمل.

## ازدواج العدد السحري
تتصف نواة ذرية من عدد سحري مزدوج عندما تتكون من عدد سحرية من البروتونات، وعدد سحري من النيوترونات. والأمثلة على ذلك: He-4 وبالتالي جسيم ألفا، O-16 و Ca-40 و Ca-48 و Pb-208. ويعتبر الكالسيوم العنصر الوحيد الذي له نظيرين مستقرين ذات عدد سحري مزدوج.
وقد بدأ العلماء في الأعوام في الستينات من القرن الماضي في التفكير في أسباب وجود تلك الأعداد السحرية للنواة الذرية كتأثيرات لبنائها الغلافي الطبقي. وكان محط اهتمامهم
معرفة عما إذا كان هذا التأثير يشمل أيضا عناصر تأتي بعد اليورانيوم في جدول النظائروتكون مستقرة. ويعتقد وجود العدد السحري 114 للبروتونات و 184 للنيوترونات. كما تبين الحسابات احتمال وجود جزر من العناصر المسقرة، وهي مناطق للنظائر من "عناصر فائقة الثقل "
Super Heavy Elementsيتمركزها النظير 298114>.
ولم تتمكن أي مجموعة من الباحثين حتى الآن في اثبات وجود عناصر مستقرة أثقل من الرصاص-208. ورغم أن العلماء نجحوا في تركيب النظائر الثقيلة كوبرنيسيوم إلى 116 وكذلك 118 عن طريق معجلات الايونات عدا ان تلك النظائر ذات عمر نصف قصير وتتحلل خلال عدة ثوان أو عدة ميكروثانية. ولكن الحسابات تبين أن العددين السحريين 116 و 120 أصبحا قريبان من حيز التجارب وربما يتحققان خلال السنوات القادمة تجريبيا.

## هاسيوم-270
في ديسمبر عام 2006 اكتشف النظير هاسيوم-270 وهو يتكون من 108 من البروتونات و162 من النيوترونات، واكتشفته مجموعة من العلماء من عدة دول تحت اشراف الجامعة التكنلوجية بميونيخ. ويتصف الهاسيوم-270 بعمر نصف يبلغ 22 ثانية. ويبدو أن الهاسيوم-270 يكون جزيرة مستقرة من العناصر وربما يكون هو نفسه ذو عدد سحري مزدوج.